# Villa von Bülow

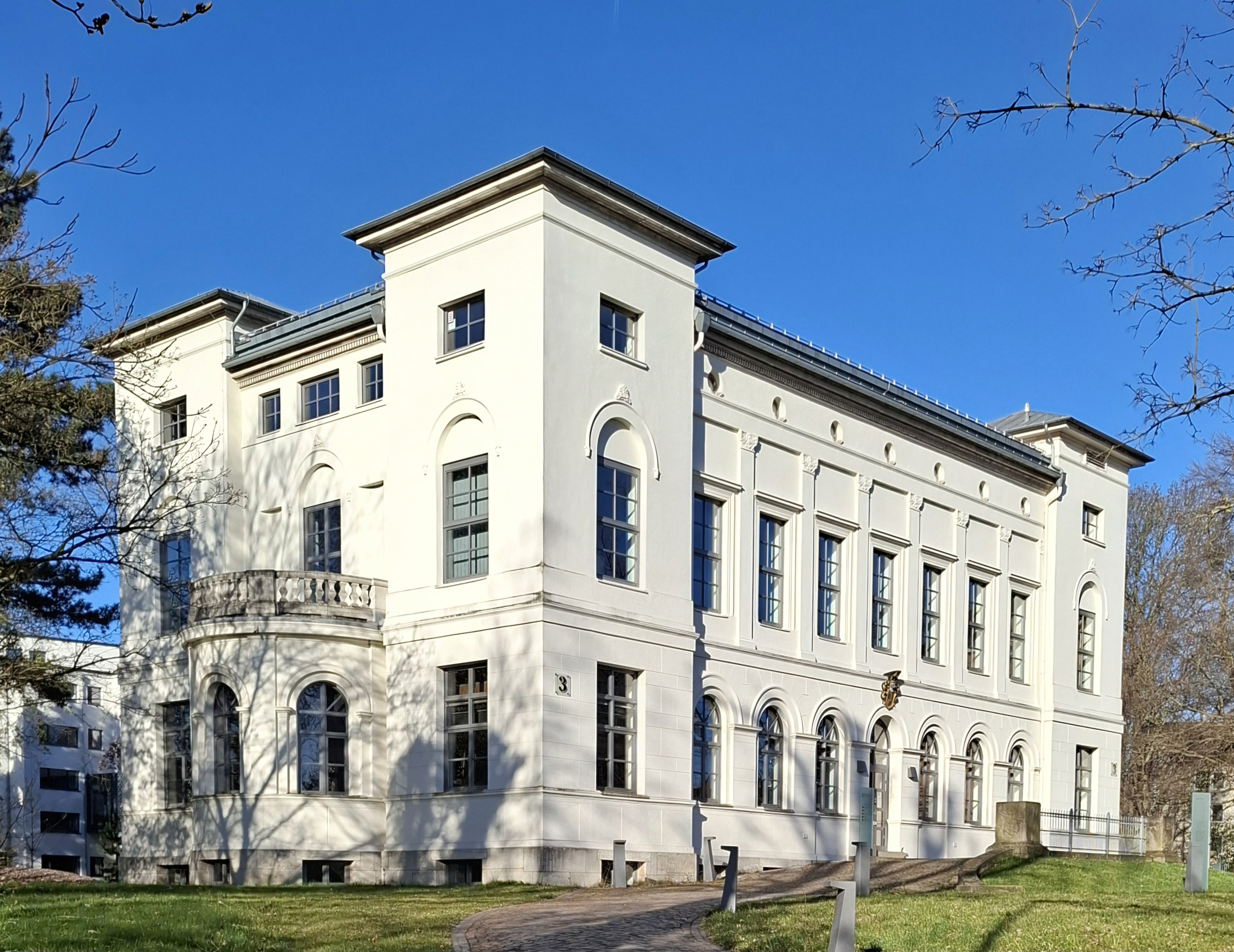
Ansicht der Villa von Nordosten: Deutlich sichtbar der symmetrische Aufbau mit drei der vier Turmrisaliten, dem Halberker und dem sehr flachen Zeltdach.

Die Villa von Bülow (Assekuranznummer 3657), auch als Villa Bülow, Bülow-Villa oder Bülow’sche Villa bezeichnet, ist eine 1839 von Carl Theodor Ottmer freistehend errichtete und denkmalgeschützte Villa in Braunschweig.

## Geschichte

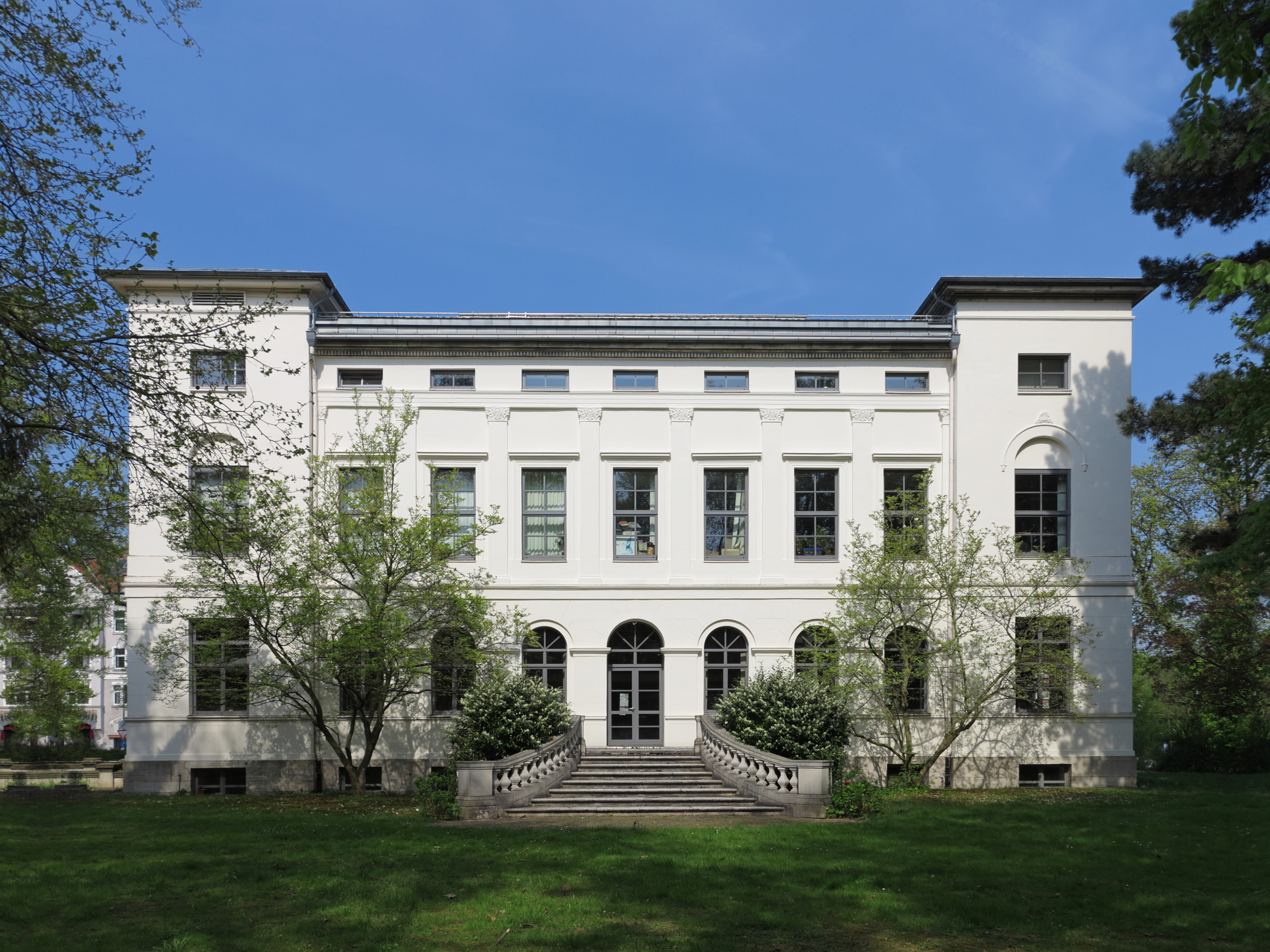
Südwestseite der Villa

Der Braunschweiger Architekt und herzogliche Baurat Carl Theodor Ottmer hatte vom herzoglich braunschweigischen (Justiz-)Kammerpräsidenten Heinrich Georg Christian Friedrich von Bülow (* 25. März 1772; † 10. August 1840) den Auftrag für den Bau einer repräsentativen Villa als „Sommerhaus“ in einem ca. 1,3 ha großen englischen Landschaftsgarten direkt am westlichen Umflutgraben der Oker erhalten. Von Bülow und Ottmer kannten sich persönlich, der Kammerpräsident förderte Ottmer beruflich. Das zu nutzende Gelände war im Zuge der Anfang des 19. Jahrhunderts durch den Architekten Peter Joseph Krahe eingeleiteten Schleifung der Wallanlagen, die Teil der Befestigungsanlagen der Stadt Braunschweig waren, frei geworden.

### Baubeschreibung

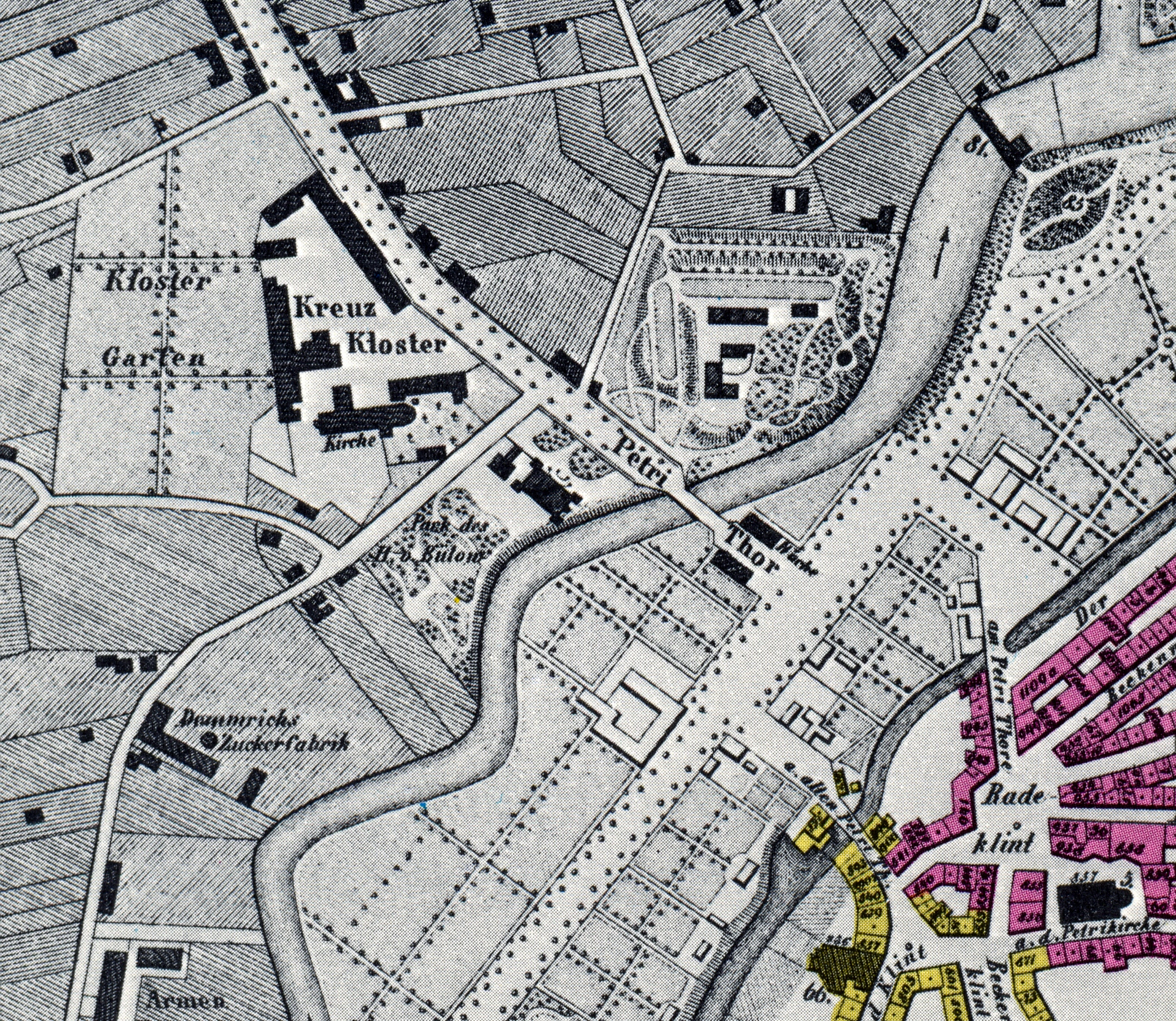
Ausschnitt aus August Wehrts 1844 erschienenem Plan von Braunschweig und seiner nächsten Umgebung. Zu sehen der nordöstliche Teil des Okerumflutgrabens (Zentrum). Stadtauswärts an der Straße Petri Thor unmittelbar links davon die Villa Bülow mit dem Park des H.[auses] v.[on] Bülow und das Kreuzkloster.

Die von Ottmer konzipierte Villa ist das größte von ihm in Braunschweig umgesetzte Wohnbauvorhaben und Teil einer Vielzahl klassizistischer Villenbauten, die im Laufe des 19. Jahrhunderts an den großen Ausfallstraßen der Stadt entstanden. Das streng symmetrische, zweistöckige, kastellartig-quaderförmige Steingebäude mit Keller- und Mezzaningeschoss wurde 1839 nach den Plänen Ottmers im Stil der italienischen Renaissance und Einflüssen von Ottmers Lehrer Karl Friedrich Schinkel fertig gestellt. Dieser italienische „Castellumtypus“ war in der Renaissance unter anderem durch die 1530 bis 1538 erbaute Villa Trissino (Cricoli) bekannt geworden und fand seine architektonische Umsetzung bei Schinkels Entwurf des zwischen 1820 und 1824 errichteten Schlosses Tegel. Weitere Inspiration erfuhr Ottmers Villa Bülow durch die Villa Farnesina in Rom, die Ottmer bei einem Italienaufenthalt 1826/27 studiert hatte. An den vier Ecken ist das klar gegliederte, siebenachsige Bauwerk durch turmähnliche, überhöhte Risalite geprägt. Die unteren beiden Geschosse sind durch Rundbogenfenster charakterisiert. Auf der Südostseite befindet sich ein halbrunder Erker. Das Mezzanin verfügt über liegende Rechteck- und Rundfenster. Das Zeltdach ist sehr flach geneigt und von einem dezenten Zahnschnitt-Gesims umgeben. Wie auch bei anderen von Ottmer geschaffenen Bauwerken, ist auch bei der Villa von Bülow die Formensprache Ottmers klar erkennbar.
Nordwestlich grenzte ein Wirtschaftshof mit eingeschossigen Nebengebäuden an die Villa. Nach vorn zur Chaussee hin (der heutigen Celler Straße) wurde ein öffentlich einsehbarer Vorgarten angelegt, während auf der südlichen Rückseite der Villa ein abgeschirmter Privatgarten entstand.
Die Villa von Bülow war die erste Villa, die in der ersten Hälfte des 19. Jahrhunderts außerhalb der Wallanlagen Braunschweigs errichtet wurde. Ursprünglich bildete die Villa zusammen mit den von Peter Joseph Krahe entworfenen klassizistischen Torhäusern, den umgebenden Parkanlagen und den Gebäuden im Bereich des Petritores eine „architektonisch bemerkenswerte Stadteingangssituation“. Die Kraheschen Torhäuser an der Celler Straße wurden bereits im 19. Jahrhundert abgerissen, einige Gebäude in der unmittelbaren Umgebung wurden im Verlauf des Zweiten Weltkrieges zerstört (so zum Beispiel nur wenige Meter schräg gegenüber das Kreuzkloster). Die Villa liegt über Straßenniveau erhöht, heute an der Ecke Celler Straße 3/Freisestraße (zur Zeit des Baus war es Celler Straße 1 und die Freisestraße hieß noch Pflegehausstraße) und gilt wegen ihrer gut proportionierten Fassadengestaltung als ein herausragendes Beispiel des Spätklassizismus in Braunschweig.

### Nutzung nach 1869

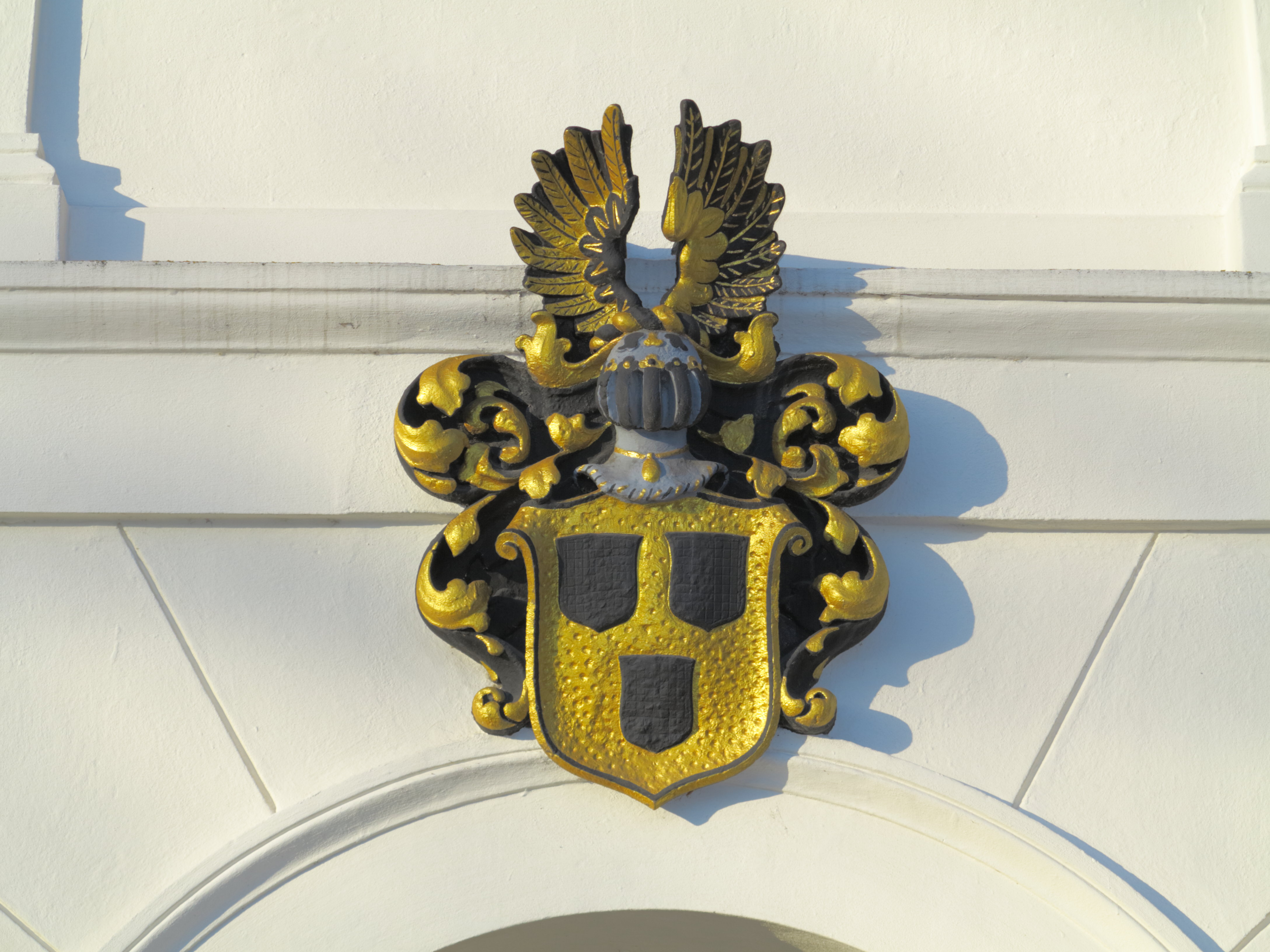
Wappen der Familie Löbbecke über dem ursprünglichen Haupteingang auf der Nordostseite

Von 1869 bis 1873 wurde die Villa von Major Friedrich Wilhelm von Rauch, Kommandeur des Braunschweigischen Husaren-Regiments Nr. 17 und General a. D. Gustav von Girsewald, von 1861 bis 1868 Kommandeur des Braunschweigischen Infanterie-Regiments Nr. 92 und Vertreter der von-Bülowschen-Erbengemeinschaft, bewohnt.
Anschließender Eigentümer war dann der Kaufmann Ferdinand Ebeling, der Haus und Grundstück 1891 an Artur Löbbecke (1850–1932) aus der Braunschweiger Bankiersfamilie Löbbecke veräußerte. Aus dieser Zeit stammt auch das Löbbeckesche Familienwappen, das noch heute über dem ehemaligen Haupteingang der Villa zu sehen ist.
Nach Pingel sollen Haus und Grundstück 1891 aus dem Nachlass des Kaufmanns und Kunstsammlers August Vorhauer, der in der zweiten Etage der Villa eine bekannte Kunstsammlung hatte, an Artur Löbbecke veräußert worden sein.

#### „Schule des Deutschen Handwerks“
Zu Beginn der 1930er Jahre ging die Villa in den Besitz der Stadt über. In der Frühphase der Zeit des Nationalsozialismus wurde die Villa anlässlich des Reichshandwerkertages am 28. Oktober 1934 zur Schule des Deutschen Handwerks umgewandelt. Sie war die einzige ihrer Art im Deutschen Reich. Ziel der Institution war die Schulung „in der nationalsozialistischen Anschauung über Fragen des Handwerks“. In der Schule wurden unter anderem für NSDAP-„Führer und Führernachwuchs“ zehntägige Schulungen in Rhetorik, Allgemeinwissen und Handwerkspolitik angeboten. Bis Ende 1937 hatten 2200 „Amtsträger des Handwerks“ an Kursen teilgenommen. Der Betrieb der Schule wurde zu Beginn des Zweiten Weltkrieges eingestellt. Bis dahin hatten etwa 3600 Personen an Schulungsmaßnahmen teilgenommen. Schulleiter war Wilhelm Wernet (9. Januar 1901–21. April 1984).
Das Gebäude wurde anschließend als Wehrmachtsdienststelle genutzt und nach Ende des Zweiten Weltkrieges bis 1952 als Wohnheim für Schwesternschülerinnen des in unmittelbarer Nähe befindlichen Krankenhauses Holwedestraße. Danach stand die Villa über 25 Jahre leer und verfiel mehr und mehr zur Ruine.

#### Jahrzehntelanger Leerstand, Verfall und Rettung
Durch fast drei jahrzehntelange Vernachlässigung und Vandalismus war die alte Villa immer baufälliger geworden. Hausschwamm hatte sich ausgebreitet, das Innere war vorsätzlich beschädigt, zerstört oder geplündert worden. Natursteinarbeiten und die geschnitzte Eingangstür auf der Nordseite waren gestohlen worden. Eine Vielzahl Nutzungsmöglichkeiten wurde über Jahre hinweg diskutiert, die Stadt Braunschweig selbst engagierte sich dabei jedoch wegen fehlender Finanzmittel nicht. Nachdem 1960, nach langer Kontroverse, das kriegsbeschädigte Braunschweiger Schloss abgerissen worden, erschien am 2. März 1961 in der Braunschweiger Zeitung ein Artikel mit der Überschrift „Geschichte unter der Spitzhacke“, in dem auf den desolaten Zustand der Villa aufmerksam gemacht wurde. Bereits am Folgetag antwortete das „Städtische Hochbauamt“ der Stadt Braunschweig, die genannten Schäden seien alt und letztlich könne […] nur durch einen völligen Abbruch und Neubau in gleicher Form […] die Ottmer-Architektur erhalten werden. Am 28. Februar 1968 folgt wieder ein Zeitungsartikel mit Hinweis auf Zustand und eventuell Rettungsmöglichkeiten. Am 5. Dezember 1974 schließlich gefolgt vom Artikel „Durch die Bülow-Villa pfeift der Wind. Professor Herrenberger hat Pläne für den Umbau.“ Dieser Artikel wurde am 11. November 1974 von der renommierten Architekturzeitschrift Bauwelt aufgenommen und unter anderem darauf hingewiesen, dass die Stadt Braunschweig Vorschläge von privater Seite zur Rettung der Villa nicht aufgegriffen habe und fragte: Oder sollte der Beitrag dieser Stadt zum Europäischen Denkmalschutzjahr [1975] im Abriß eines weiteren Ottmer-Baus [nach dem Residenzschloss 1960] bestehen?.

#### Georg-Eckert-Institut für internationale Schulbuchforschung

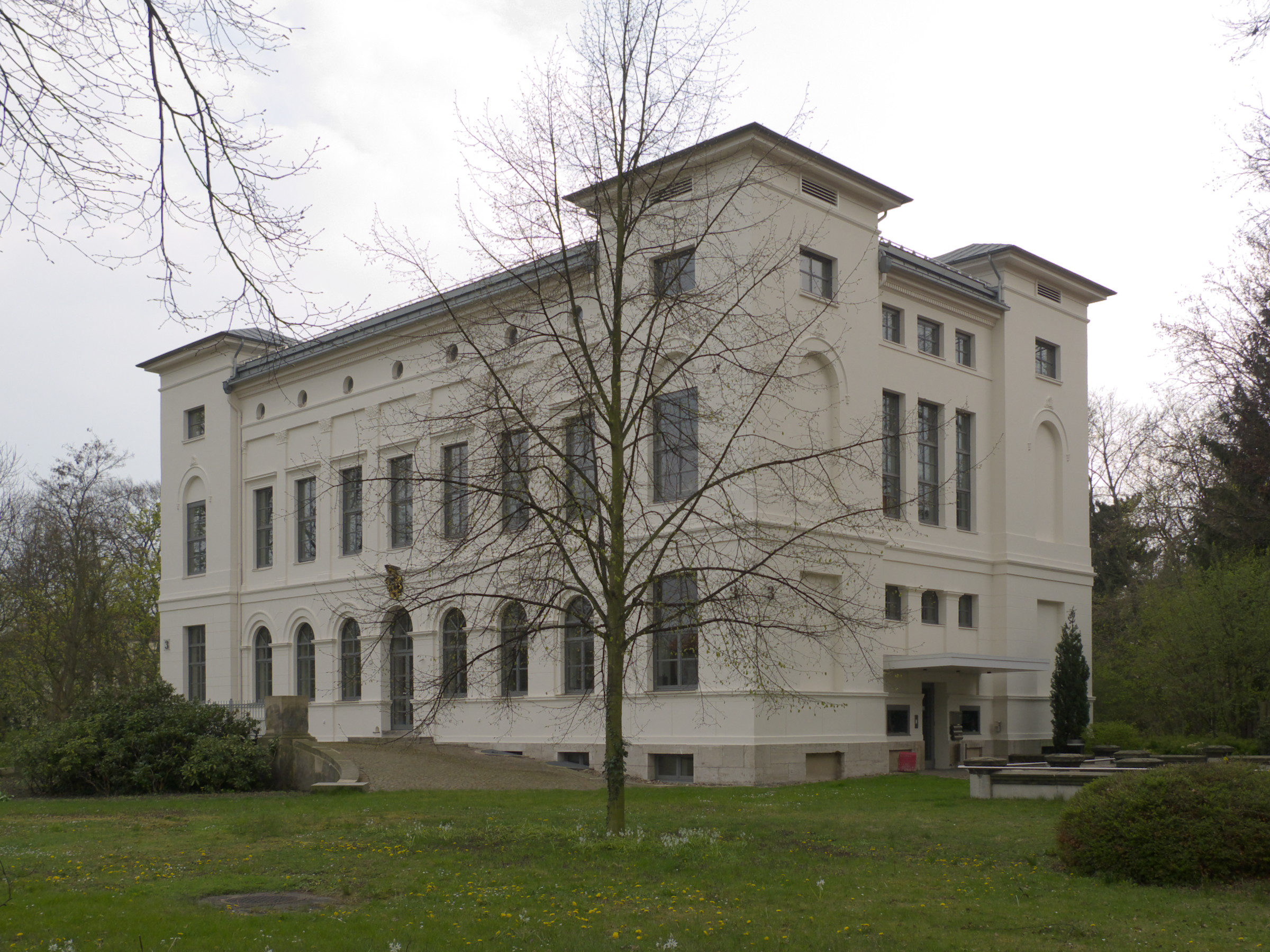
Ansicht von Norden mit heutigem Eingangsbereich zum GEI

Friedrich Theodor Kohl, Architekt und Ratsherr der Stadt Braunschweig, brachte am 26. August 1975 einen Antrag der CDU-Fraktion im Stadtrat ein, der die Verwaltung beauftragte, mit dem Georg-Eckert-Institut für internationale Schulbuchforschung (GEI) und dem Land Niedersachsen in Verhandlungen zur Nutzung der Bülowschen Villa durch das GEI einzutreten. Damit war der Grundstein zur Rettung der Villa gelegt. Nach über zwei Jahrzehnten des Leerstands und Verfalls übernahm das GEI das stark sanierungsbedürftige Gebäude. Von 1979 bis 1981 wurde es schließlich grundlegend saniert, wobei es vollständig entkernt wurde, um den Anforderungen des Institutsbetriebes: Konferenz- und Arbeitsräume für 25 Mitarbeiter sowie Räume für eine Buchmagazin und eine Freihandbibliothek mit 200.000 Bänden, gerecht werden zu können. So wurden zum Beispiel Holzkonstruktionen im Inneren durch sehr viel tragfähigere Stahlskelette ersetzt, um die enormen Lasten durch die Bibliothek besser aufnehmen und verteilen zu können. Auch sonst wurden Wände und Decken bauseitig verstärkt. Die repräsentative, geschwungene Auffahrtsrampe zum Haupteingang auf der Nordseite, an der Celler Straße wurde zwar wie die wohl später entstanden Freitreppe mit Terrasse auf der Südseite erhalten, ist heute aber funktionslos, weil der Zugang über die Freisestraße umgesetzt wurde. Ausführende Architekten waren Justus Herrenberger und Jörn Miehe. Am 6. Mai 1982 wurde der neue Sitz des Georg-Eckert-Instituts schließlich eingeweiht.

### Bauliche Veränderungen

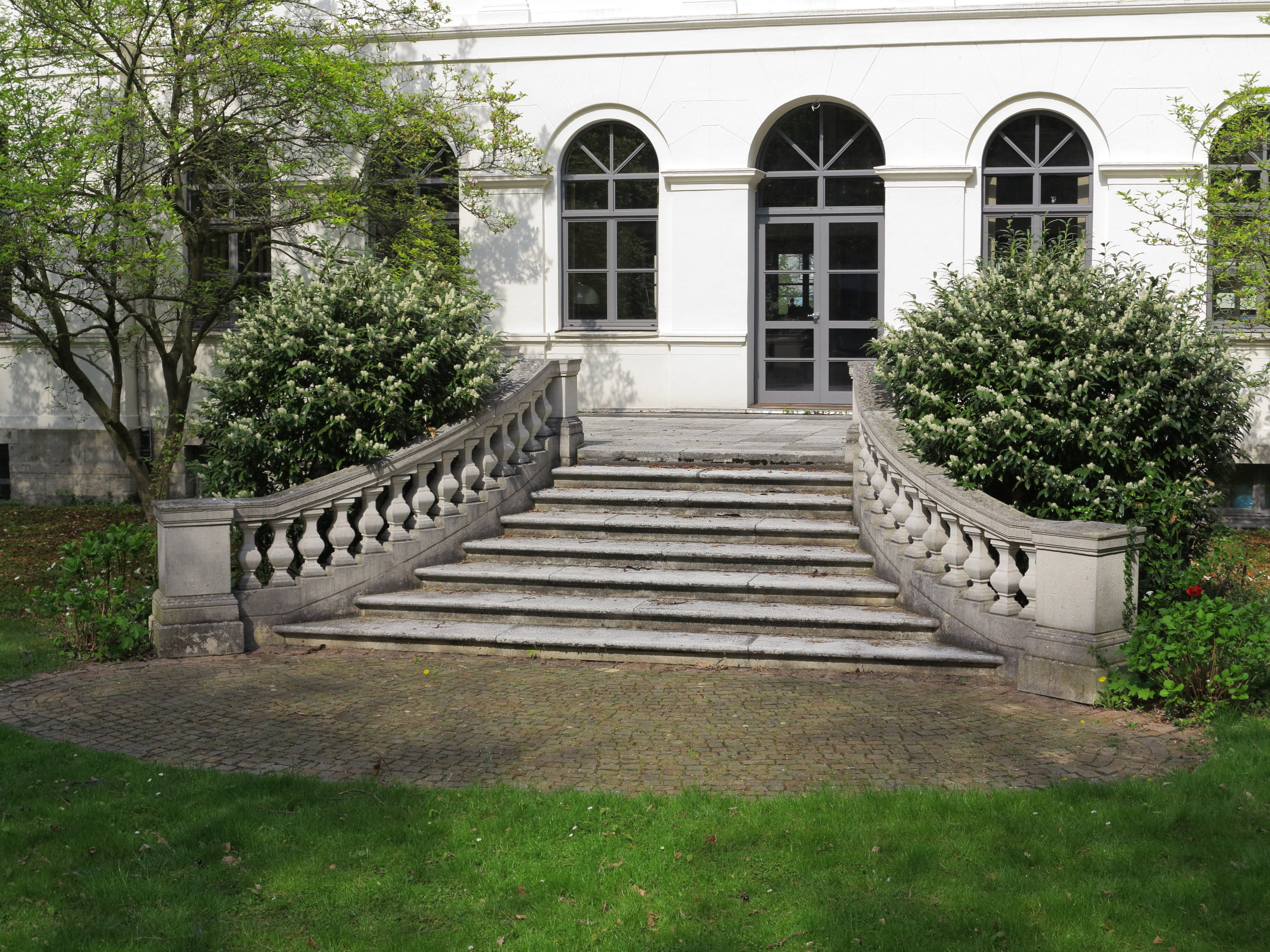
Freitreppe zum Park auf der Südwestseite

Einige der originalen Skizzen Ottmers sowie dessen Construktions-(Ausführungs-)Risse sind erhalten. Von 1960 bis 1961 wurde unter anderem auf dieser Grundlage von Studierenden am Lehrstuhl für Baugeschichte der Technischen Universität Braunschweig unter ihrem Professor Konrad Hecht eine Bauaufnahme der Villa vorgenommen. So wurde es möglich, bauliche Veränderungen seit der Entstehung des Gebäudes nachzuvollziehen.
Mit Ausnahme der im 19. Jahrhundert bauseits hinzugefügten Terrasse mit Freitreppe, gab es in der Villa selbst keine großen baulichen Veränderungen, außer geringere Anpassungen zur Verbesserung der Wohnverhältnisse im Laufe der Jahrzehnte (zum Beispiel Einbau von Bädern, Toiletten, Küchen etc.). Erst ab 1937 kam es im Umfeld der Villa zu gravierenden, teilweise irreversiblen Baumaßnahmen; so wurden die noch von Ottmer konzipierten Nebengebäude des Wirtschaftshofes 1937 abgerissen und an ihrer Stelle ein Haus mit Dienstwohnung und zwei Garagen errichtet. Auch der südwestlich gelegene Park wurde schließlich stärker verändert: Mitte der 1950er Jahre wurde auf einem Teil des Geländes das Schwesternwohnheim errichtet, 1974/75 gefolgt von einem mehrstöckigen Erweiterungsbau. Durch diese massiven Bauten und die damit einhergegangene großflächige Beseitigung alten Baumbestands verlor das Grundstück schließlich seinen parkartigen Charakter.
Bei der Sanierung von 1979 bis 1981 wurde unter anderem der größtenteils mutwillig zerstörte Parkettfußboden des zentralen Raumes der Villa, des sogenannten Gartensaals, im Erdgeschoss wieder hergestellt. Die Stuckdecke konnte mit Hilfe noch vorhandener Reste nachgebildet werden und wurde teilweise wieder vergoldet. Dennoch wurde der größte Teil der originalen Innenausstattung, inklusive einer eindrucksvollen Eisentreppe beseitigt. Auch wurde der repräsentative Haupteingang von der nordöstlichen Breitseite auf die nordwestliche Schmalseite verlegt.
Seit 2015 kam es zu heftigen Diskussionen und Rechtsstreitigkeiten bzgl. eines Erweiterungsbaus des GEI auf dem Nachbargrundstück an der Freisestraße, auf dem sich das Schwesternwohnheim befindet. Der Bau sei notwendig, um die Bibliothek des Instituts dahin auslagern zu können, da die alten Räumlichkeiten erschöpft seien. Ende März 2018 entschied das Oberverwaltungsgericht Lüneburg in einem Normenkontrolleilantrag, dass der Bebauungsplan für einen vom GEI geplanten Erweiterungsbau an der Freisestraße rechtmäßig sei.

### Skelettfunde 2019

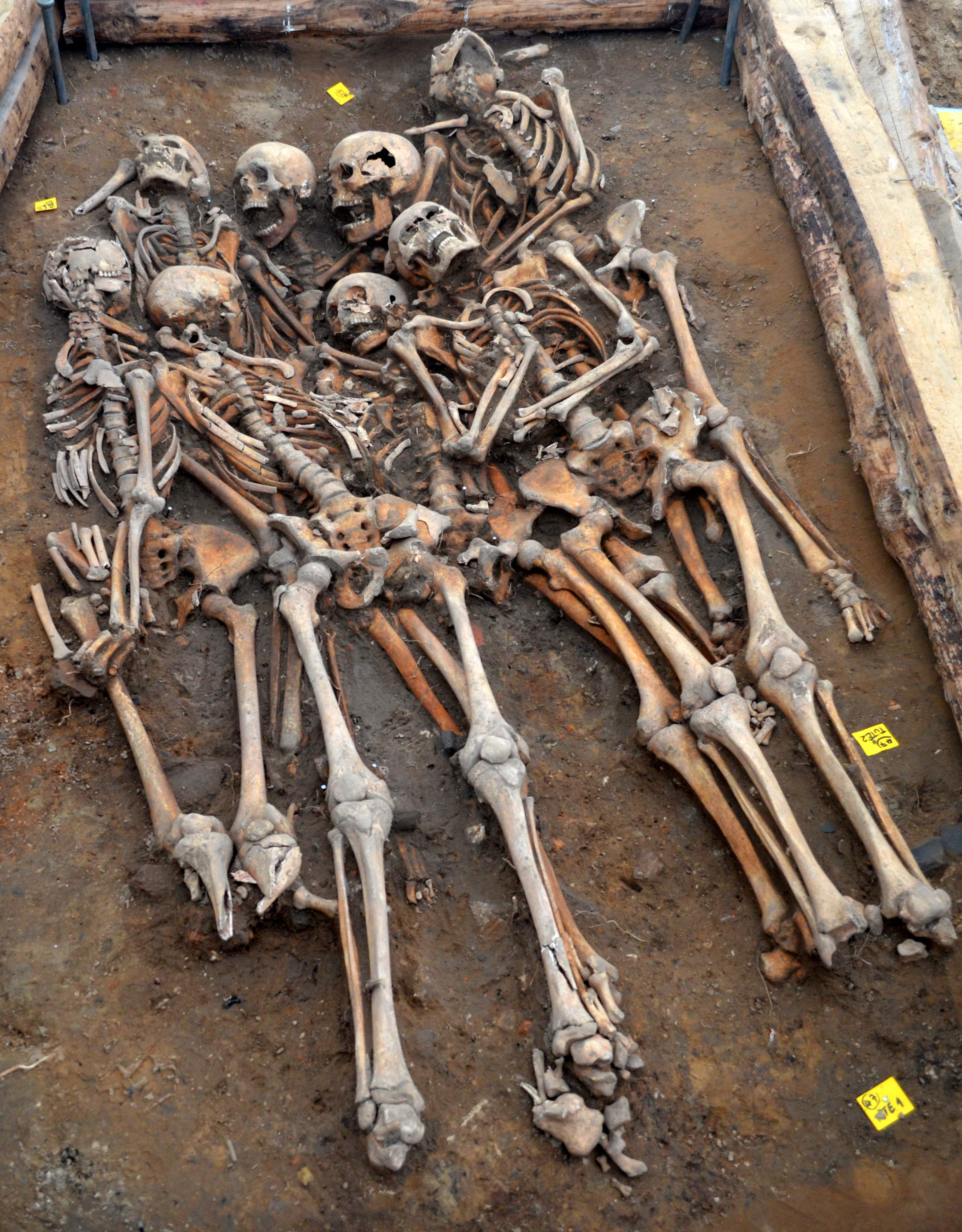
Das Anfang 2019 gefundene Grab mit acht männlichen Skeletten.

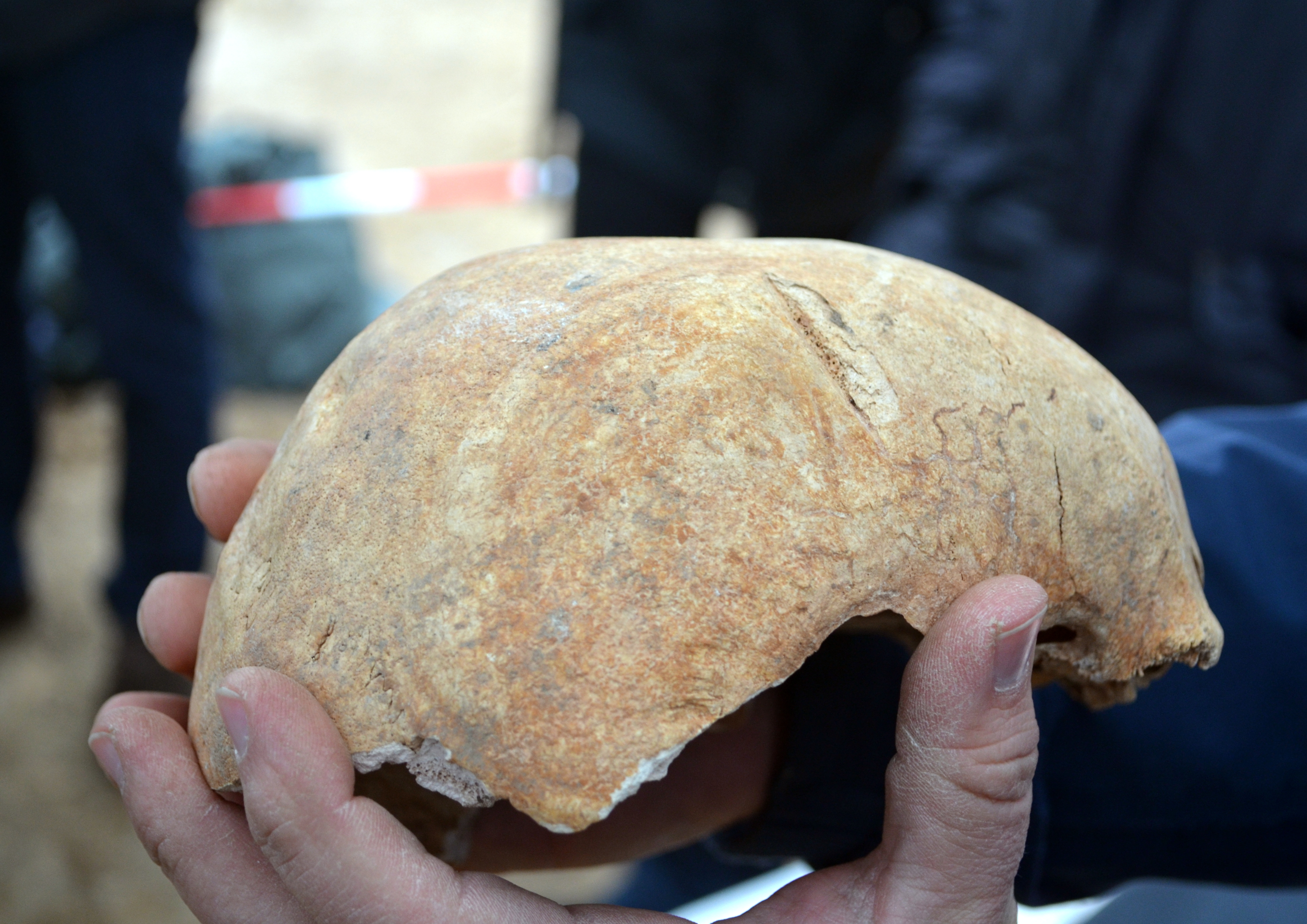
Unweit des Grabes gefundene Schädelkalotte mit einer schweren, höchstwahrscheinlich tödlichen Hiebverletzung durch einen Säbel.

Die Aushubarbeiten für den Bibliotheksneubau werden vor Ort von Archäologen eines Grabungsunternehmens betreut, da davon ausgegangen wurde, dass aufgrund der unmittelbaren Nachbarschaft zum 1944, während des Zweiten Weltkrieges, durch den alliierten Bombenangriff vom 15. Oktober 1944 zerstörten Kreuzkloster und dessen Jahrhunderte altem Friedhof, mit Gräbern zu rechnen sei. Tatsächlich wurden im Januar und Februar 2019 bereits mehrere Einzelgräber unterschiedlichen Alters und unterschiedlichen Erhaltungsgrades gefunden und untersucht. Die Archäologen schätzen die Zahl, der dort bestatteten Personen auf 300. Darüber hinaus wurde ein Massengrab entdeckt, das die vollständig erhaltenen Skelette von acht Männern im Alter zwischen 20 und 40 Jahren enthält. Aufgrund der Art der Bestattung und weiterer Fundumstände, vermuten Historiker und Archäologen, darunter Michael Geschwinde vom Niedersächsischen Landesamtes für Denkmalpflege in Braunschweig, sowie Henning Steinführer, Direktor des Stadtarchivs Braunschweig, dass es sich um Gefallene des Gefechts bei Ölper handeln könnte, bei dem am 1. August 1809, unweit der heutigen Fundstelle, die Schwarze Schar des Braunschweigischen Herzogs Friedrich Wilhelm auf zahlenmäßig überlegene napoleonische Truppen unter Jean-Jacques Reubell stieß. Wenige Meter entfernt von der Fundstelle befindet sich auf dem noch erhaltenen Restfriedhof des Klosters die Grabstelle des Braunschweigischen Hauptmanns Carl von Rabiel, der nachweislich bei dem Gefecht ums Leben kam. In der Nähe des Massengrabes wurde zudem die gut erhaltene Schädelkalotte eines einzelnen, geschätzt über 50-jährigen Mannes gefunden, der offensichtlich ebenfalls dort bestattet wurde. Das Artefakt weist drei schwere Verletzungstraumata auf; zwei davon waren älter und bereits verheilt, das letzte war ein unverheilter und höchstwahrscheinlich tödlicher Hieb mit einem (Kavallerie-)Säbel.